# Landl
Landl is een gemeente in de Oostenrijkse deelstaat Stiermarken. Landl maakt deel uit van het district Liezen en telt 2564 inwoners (2022).
De gemeente werd in 2015 uitgebreid met de gemeenten Hieflau, Gams bei Hieflau en Palfau.

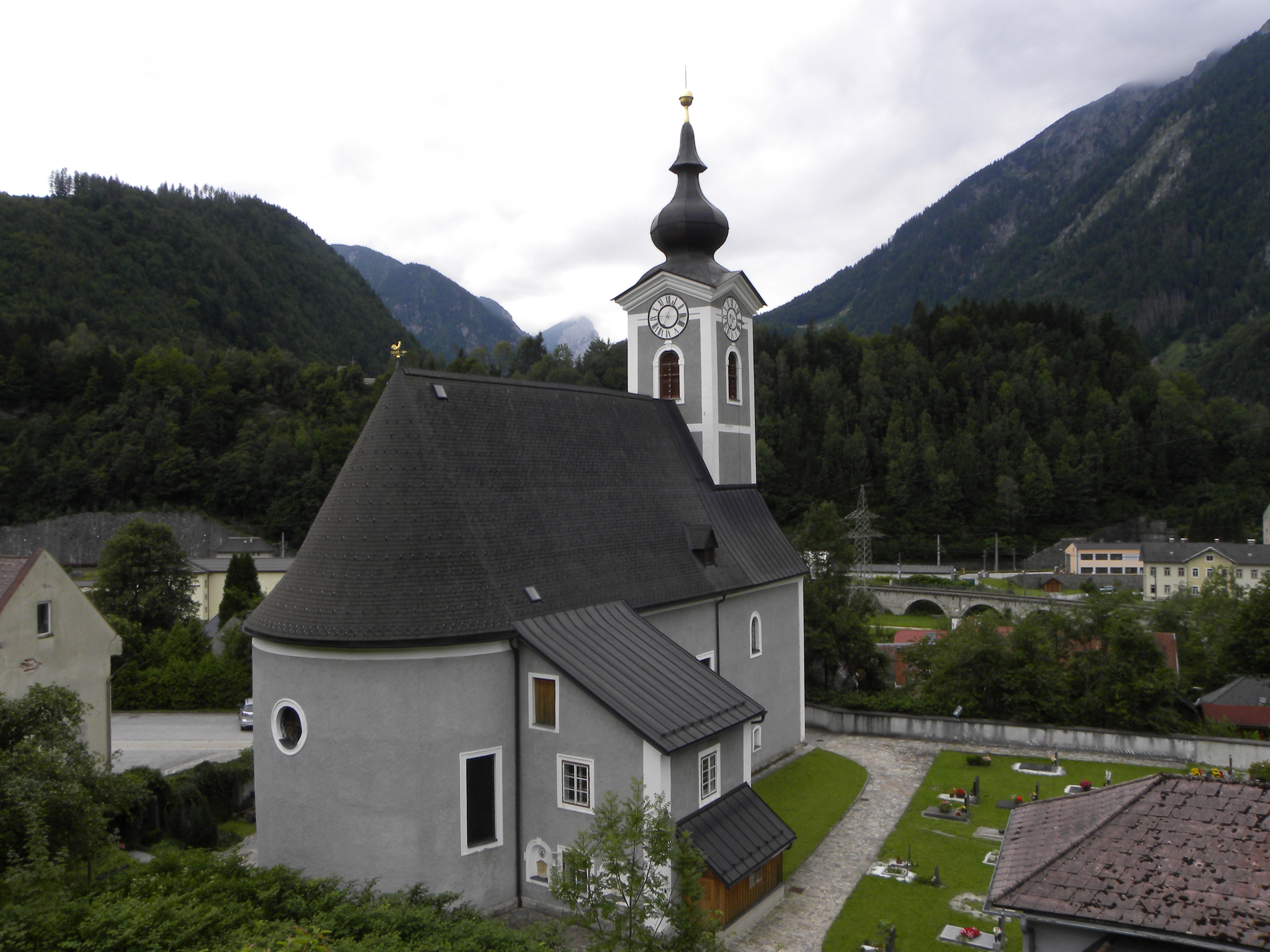
Parochiekerk van Johannes de Doper
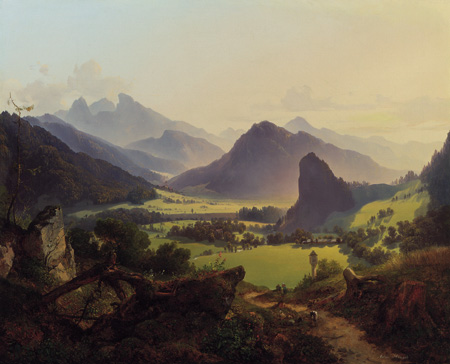
Uitzicht over het dal

Admont ·
Aigen im Ennstal ·
Altaussee ·
Altenmarkt bei Sankt Gallen ·
Ardning ·
Bad Aussee ·
Bad Mitterndorf ·
Gaishorn am See ·
Grundlsee ·
Irdning-Donnersbachtal ·
Landl ·
Lassing ·
Liezen ·
Rottenmann ·
Sankt Gallen ·
Selzthal ·
Stainach-Pürgg ·
Trieben ·
Wildalpen ·
Wörschach
Politische Expositur Gröbming:
Aich ·
Gröbming ·
Haus ·
Michaelerberg-Pruggern ·
Mitterberg-Sankt Martin ·
Öblarn ·
Ramsau am Dachstein ·
Schladming ·
Sölk
- Gemeinsame Normdatei: 4809458-4
- Virtual International Authority File: 243886844